# Henan
Lo Henan (; cinese: 河南; HénánP; Wade-Giles: Ho-nan), è una provincia della Repubblica Popolare Cinese, situata nella parte centrale della nazione. È detto anche 豫 Yù, dall'antica Provincia di Yuzhou (豫州 Yù Zhōu) esistita durante la Dinastia Han, che incluse nei suoi domini lo Henan. "Henan" deriva da 河 hé, "fiume", e 南 nán, "sud", quindi significa "a sud del fiume".
Con quasi 100 milioni di persone, lo Hénán è la seconda provincia più popolosa della Cina dopo il Guangdong. Confina con lo Hebei a nord, lo Shandong al nordest, l'Anhui a sud-est, lo Hubei al sud, lo Shaanxi ad ovest e lo Shanxi a nord-ovest.
Lo Hénán è spesso definito come Zhōngyuán 中原 o Zhōngzhōu, 中州, letteralmente la "pianura centrale" o la "marca di mezzo". Questo nome inoltre è usato per l'intera pianura del nord della Cina. Lo Hénán è considerato tradizionalmente come la culla della civiltà cinese.
La composizione etnica è: Han - 98,8%, Hui - 0,8%, Mongoli - 0,3%.

## Amministrazione
La provincia di Henan è suddivisa in 18 prefetture, 137 contee (xian) e 2123 comuni (cantoni).
| Mappa | #            | Nome     | Hanzi            | Hanyu Pinyin        | Amministrazione  | Tipologia amministrazione |
| ----- | ------------ | -------- | ---------------- | ------------------- | ---------------- | ------------------------- |
|       |              |          |                  |                     |                  |                           |
| 1     | Zhengzhou    | 郑州市   | Zhèngzhōu Shì    | Zhongyuan Distretto | Città-prefettura |                           |
| 2     | Anyang       | 安阳市   | Ānyáng Shì       | Beiguan Distretto   | Città-prefettura |                           |
| 3     | Hebi         | 鹤壁市   | Hèbì Shì         | Qibin Distretto     | Città-prefettura |                           |
| 4     | Jiaozuo      | 焦作市   | Jiāozuò Shì      | Jiefang Distretto   | Città-prefettura |                           |
| 5     | Kaifeng      | 开封市   | Kāifēng Shì      | Gulou Distretto     | Città-prefettura |                           |
| 6     | Luohe        | 漯河市   | Luòhé Shì        | Yancheng Distretto  | Città-prefettura |                           |
| 7     | Luoyang      | 洛阳市   | Luòyáng Shì      | Xigong Distretto    | Città-prefettura |                           |
| 8     | Nanyang      | 南阳市   | Nányáng Shì      | Wolong Distretto    | Città-prefettura |                           |
| 9     | Pingdingshan | 平顶山市 | Píngdǐngshān Shì | Xinhua Distretto    | Città-prefettura |                           |
| 10    | Puyang       | 濮阳市   | Púyáng Shì       | Hualong Distretto   | Città-prefettura |                           |
| 11    | Sanmenxia    | 三门峡市 | Sānménxiá Shì    | Hubin Distretto     | Città-prefettura |                           |
| 12    | Shangqiu     | 商丘市   | Shāngqiū Shì     | Liangyuan Distretto | Città-prefettura |                           |
| 13    | Xinxiang     | 新乡市   | Xīnxiāng Shì     | Weibin Distretto    | Città-prefettura |                           |
| 14    | Xinyang      | 信阳市   | Xìnyáng Shì      | Shihe Distretto     | Città-prefettura |                           |
| 15    | Xuchang      | 许昌市   | Xǔchāng Shì      | Weidu Distretto     | Città-prefettura |                           |
| 16    | Zhoukou      | 周口市   | Zhōukǒu Shì      | Chuanhui Distretto  | Città-prefettura |                           |
| 17    | Zhumadian    | 驻马店市 | Zhùmǎdiàn Shì    | Yicheng Distretto   | Città-prefettura |                           |
| 18    | Jiyuan       | 济源市   | Jǐyuán Shì       | Jiyuan              | Sub-prefettura   |                           |

## Storia
Il nord dello Henan, lungo il Fiume Giallo, fu la regione centrale della Cina antica per almeno la prima metà della storia cinese. Le due città di Luoyang e Kaifeng, sotto un gran numero di dinastie, furono entrambe capitali.
Recenti scavi archeologici dimostrano che le culture preistoriche quali la Cultura di Yangshao e la Cultura di Longshan erano attive in una zona corrispondente all'attuale zona nord dello Honan. La Cultura di Erlitou, identificata (nonostante varie controversie) con la Dinastia Xia, fu la prima dinastia cinese, come descritto negli annali si sviluppò principalmente nello Henan.
La prima dinastia della Cina, la Dinastia Shang (XVI - XI secolo a.C.), aveva il suo centro nell'attuale territorio dello Henan. L'ultima capitale dinastica, Yin, si trovava dove ora sorge la moderna città di Anyang.
Nell'undicesimo secolo a.C., la Dinastia Zhou arrivata dall'ovest distrusse la Dinastia Shang. La nuova capitale venne inizialmente situata presso Hao (nei presso dell'attuale Xi'an, nella provincia dello Shaanxi). Nel 722 a.C., la capitale fu trasferita a Luoyang. Tale data è convenzionalmente considerata l'inizio della Dinastia Zhou orientale, un periodo di guerre e di rivalità. L'attuale Henan venne diviso in una varietà di piccoli stati tra cui Hua (distrutto dai Qin nel 627 a.C.), Chen, Cai, Cao, Zheng, Wei (衛) e il potente Stato di Jin nel nord. Successivamente questi stati vennero sostituiti dagli Stati di Han e di Wei (魏). Durante questo periodo lo Stato di Chu controllava buona parte di quello che ora è l'Henan del sud.
Nel 221 a.C., lo Stato di Qin, partendo dall'attuale Shaanxi, completò l'unificazione della Cina, definendo il primo nucleo di stato cinese unificato: aveva così inizio la Dinastia Qin. Ad essa fece seguito la Dinastia Han, che nel 206 a.C., fissò la capitale a Chang'an (l'attuale I'An, nello Shaanxi). Successivamente, durante la Dinastia Han orientale la capitale fu trasferita nuovamente a Luoyang (Henan).
Durante la Dinastia degli Han orientali scoppiarono diverse guerre a causa di rivalità egemoniche. Lo Henan era la sede di Cáo Cāo, con base a Xuchang, che, dopo diverse battaglie riuscì a unificare tutta la Cina del Nord sotto il regno di Wei. Il Regno di Wei stabilì la capitale nella città di Luoyang e lo stesso fece la Dinastia Jin occidentale.
Nel quarto secolo, popolazioni nomadi dalla Cina del Nord invaserò la regione. Lo Henan finì sotto il controllo di molti reami compreso quelli degli Zhao Posteriori, degli Yan anteriori, dei Qin anteriori, degli Yan posteriori e dei Qin posteriori. La Dinastia dei Wei settentrionali, unificata la Cina del nord nel 439, spostò nel 493 la propria capitale a Luoyang.